# Tominaga Sei
Tominaga Sei (富永セイ) là nhân vật nữ chính trong bộ manga Kaze Hikaru của nữ tác giả Watanabe Taeko. Vì muốn báo thù cho gia đình bị Chousu giết hại, cô cải nam trang, gia nhập nhóm Miburoushi (sau này đổi thành Shinsengumi - Tân Tuyển Tổ) và lấy tên mới Kamiya Seizaburou (神谷清三郎). Kamiya là họ của mẹ cô còn cái tên con trai Seizaburou là biệt hiệu mà người anh quá cố thường dùng để gọi Sei.

## Giới thiệu chung

### Tiểu sử
Tominaga Sei là con gái út của thầy thuốc Tây y Tominaga Genan và Kamiya Rin – một phụ nữ thuộc dòng dõi quan thần của Shogun, cô sinh ra trong một ngày mùa xuân khi hoa anh đào nở khắp nơi. Genan đã đặt cho cô cái tên Sei theo gợi ý từ bạn ông - đại y Matsumoto Ryojun. "Sei" trong từ "Gakusei" có nghĩa là Sinh - (sự sinh sôi, sinh nở, sinh mệnh). Đây là tên của bé gái được tiêm kháng sinh đầu tiên tại Edo. Cha của Sei bảo đó là một cái tên tốt lành, tượng trưng cho sự sống và kéo dài sinh mệnh. Ông Genan luôn ước ao con gái mình được hạnh phúc mỗi khi gọi cô bằng tên này.
Không lâu sau, mẹ Sei qua đời vì bệnh tật khi Sei bốn tuổi. Từ đó, hai anh em sống chung với cha. Tuy nhiên, Sei không yêu cha lắm vì nghĩ rằng ông đã bỏ bê gia đình để chạy theo công việc. Năm cô bé lên mười tuổi, ba cha con đến Kyoto gặp vợ chồng đại phu Hino Ryosaku, bạn của cha Sei. Đại phu Hino bị lao phổi giai đoạn cuối, trước khi chết, ông đã bàn giao lại phòng khám của mình cho Tominaga Genan. Nửa năm sau, đại phu Hino Ryosaku từ trần. Từ đó, gia đình Tominaga định cư ở Kyoto, thấm thoắt 5 năm đã trôi qua trong yên bình.
Sei có một người anh trai lớn hơn cô bảy tuổi mà cô rất yêu quý, tên là Tominaga Yuuma. Chính Yuuma đã truyền cho em gái lòng khát khao trở thành một samurai chân chính, hai anh em họ cùng ấp ủ một hoài bão rất lớn lao là sẽ cả đời tận trung báo quốc với triều đình Mạc Phủ. Nhưng một ngày nọ, một đám người Choshu đã ập đến giết chết cha cùng anh của Sei rồi đốt trạm xá của gia đình cô. Bản thân cô may mắn thoát chết nhờ Okita Souji kịp thời cứu mạng, tuy bị bỏng khá nặng ở ngực. Sei đã được vợ của đại phu Hino - bà Suigetsu Yui, nay đã trở thành ni cô ở núi Hiei, đem về chùa cứu chữa. Sau khi bình phục phần nào, Sei quyết định cắt tóc, cạo trọc đỉnh đầu, chỉ chừa phần tóc mái đằng trước, để dễ dàng gia nhập vào Miburoushi-gumi (sau này trở thành Shinsengumi) với hi vọng trả thù kẻ đã giết cha và anh mình. Đó không phải một việc đơn giản như cô nghĩ, nhất là sau khi gia nhập, Sei phát hiện nhóm Miburoushi chẳng khác gì "cầm thú". Nhưng rồi ngay sau đó, cô đã nhận ra những lý tưởng cao đẹp mà các đồng đội của Shinsengumi đang theo đuổi và bắt đầu thấy yêu lý tưởng ấy.
Sau chiến công ở sự kiện Ikedaya Jiken, Sei trở nên nổi tiếng và được mệnh danh là "Atula đẹp như hoa".
Khi mới gia nhập, Sei thuộc quyền quản lý của Okita. Sau khi Shinsen thay đổi lại quy mô và tổ chức, cô được chọn làm "thị đồng" cho Yamanami. Do hiểu lầm, Hijikata lại chuyển Sei sang đội ba nhưng rốt cuộc, cô cũng trở về đội một của Okita. Hiện giờ, Sei đang làm thị đồng cho Hijikata.
Trong tác phẩm của mình, Watanabe-sensei xây dựng các nhân vật trong Shinsengumi hết sức dễ thương, gần gũi, có lẽ vừa để môi trường ấy hợp với nhân vật nữ chính, và đồng thời cũng để cho độc giả nhìn nhận được toàn diện hơn về Shinsengumi, những người "luôn tươi cười vì ngày mai có thể chết bất cứ lúc nào". Chính vì khâm phục những con người kiên trung đó, mà Sei, sau khi trả thù, đã chọn con đường ở lại Shinsengumi, chấp nhận khó khăn gian khổ để trở thành một samurai và nhất là được ở bên cạnh Okita Souji – đội trưởng của mình. Rất nhẹ nhàng nhưng chắc chắn, tình yêu trong sáng thầm kín của cô gái nhỏ ấy dành cho Okita Souji cũng giống như bông hoa anh đào đang hé nụ.

Kamiya - Sei trong bộ quân phục Shinsengumi

### Nhân vật lịch sử:
Tuy nói rằng hầu hết các nhân vật trong Kaze Hikaru đề xuất phát từ nhân vật có thật, nhưng tiếc rằng, Sei chỉ là một nhân vật trong tưởng tượng của Watanabe Taeko. Tuy nhiên, cũng có một số điểm thú vị tương đồng trong lịch sử:
- Mặc dù không có bằng cứ để chứng minh, nhưng có một giai thoại kể về người yêu của Okita. Người ta kể lại rằng đó là con gái của một bác sĩ, và thậm chí Okita và cô gái đó đã có với nhau một đứa con gái. Tuy vậy, không ai biết điều đó có đúng hay không? Và ở Koenji, còn có một ngôi mộ với dòng chữ đại ý người nằm trong đó có liên quan tới Okita. Ngôi mộ là của một người phụ nữ, cô ta đã mất trước khi Okita qua đời. Các nhà nghiên cứu lịch sử cho rằng phải có lý do gì khiến cô gái đó không thể làm đám cưới với Okita. Cũng có nơi nói rằng, gia đình của Okita đã nỗ lực tìm kiếm cô gái đó sau khi Okita mất. Tuy nhiên, họ vẫn không tìm ra cô gái, và đến nay, đó vẫn là một bí mật không lời giải đáp. Lại có giả thuyết cho rằng, Okita chưa bao giờ có một mối liên hệ nào với phụ nữ.
- Một điểm thú vị nữa, là trong cuốn "Shinsengumi Hyauwa" của tác giả Suzuki Tooru, có một danh sách của 5 người đàn ông đẹp nhất trong Shinsengumi. Trong đó, người đẹp nhất được miêu tả là người có vóc dáng, giọng nói... giống hệt một cô gái. Thế nhưng, người đó lại là gián điệp của Chousu, và bị Harada Sanosuke xử tử.

## Tính cách
Sei là một thiếu nữ xinh xắn, can đảm và mạnh mẽ. Cô rất dễ bị kích động, đôi lúc lại khá ngây ngô nhưng cũng rất thông minh, chăm chỉ, tốt bụng. Đặc biệt, giác quan thứ sáu của Sei vô cùng nhạy cảm. Cô trong tư cách của võ sĩ đạo Kamiya Seizaburou rấtđược ngưỡng mộ bởi các thành viên của Shinsengumi. Thậm chí, Cục truởng Kondou còn đã có ý định nhận Sei làm con nuôi. Có lẽ người duy nhất cô vẫn chưa thể thân thiết được là Hijikata - phó cục trưởng ma quỷ (theo nhận xét của Okita thì Sei và Hijikata có nhiều điểm rất giống nhau). Sở trường của cô bé này là làm việc nhà, nấu nướng, may vá, tính toán sổ sách chi tiêu. Trong kiếm thuật và võ thuật, Sei sở hữu sự nhanh nhẹn hiếm có và lòng dũng cảm vô biên. Sau hai năm ở Shinsengumi, cô đã tự tạo cho mình "kiếm pháp đệ nhất nữ lưu", sử dụng dao nhỏ giấu trong trường kiếm (katana) khi chiến đấu. Okita Souji đã giúp Sei tập luyện và hoàn thiện kiếm pháp này.
Sei là người trong mộng của: Okita Souji, Saitou Hajime, Itou Kashitarou, Miki Saburou...
- Câu thường hay nói: "Onago ja arimasen. Watashi wa bushi desu" - "Iam not a girl. Iam a Samurai."

---> Ý nghĩa: "Tôi không phải con gái. Tôi là một Samurai!"

## Các mối quan hệ
- Okita Souji: Có thể nói Souji là một trong những động lực quan trọng để cô quyết định ở lại Shinsengumi. Sei rất ngưỡng mộ tài kiếm thuật và nhân cách của anh. Sau này sự ngưỡng mộ dần chuyển sang trạng thái "nhói ở ngực" hay nói cách khác là "yêu". Lúc đầu, Sei tỏ ra thất vọng khi thấy Souji quá chiều chuộng Serizawa Kamo và đỉnh điểm là việc anh vừa cười vừa giết người. Cô tự hỏi rằng Souji rốt cuộc là bồ tát hay ác quỷ. Cuối cùng, câu trả lời của cô là ác quỷ nhưng là "một con quỷ dịu dàng". Sei dần hiểu ra rằng sở dĩ anh có thể giết người như vậy, là bởi anh có những thứ cần bảo vệ nên cả việc bị gọi là ác quỷ cũng không màng. Chính việc này đã giúp Sei hiểu ra tình cảm của mình, tìm được người mà cô "cần bảo vệ" là Souji. Từ đó, tình cảm của Sei dành cho Souji lớn dần qua thời gian nhưng trong mắt Sei, Okita là một cơn gió mà bản thân cô là ngọn cỏ dại không thể nào vươn tới. Tuy nhiên, Yamanami Keisuke đã khuyên Sei nên là một nhành cỏ dại thật lớn để có thể lung lay theo chiều gió càng nhiều càng tốt. Vì gió vô hình vô sắc, chỉ khi cỏ dại lay động, người ta mới biết có gió ở đó. Theo Yamanami, Sei nên trở thành lá cỏ như vậy để chứng minh cho ngọn gió Okita Souji biết "sự tồn tại của anh là ở đây". Những lời khuyên của Yamanami đã trở thành ánh sáng dẫn đường cho Sei, giúp cô vững lòng hơn trong việc yêu và sát cánh bên Souji. Vì Sei đã quyết tâm theo đuổi lối sống của võ sĩ đạo, cô từng phải bao nhiêu lần kìm nén tình yêu dành cho Souji. May cho Sei là anh đã dần dần nhận ra tình yêu sâu đậm mình dành cho cô. Trước khi anh qua đời sớm vì lao phổi, Sei đã trở lại thân phận nữ nhi để chăm sóc anh. Họ đã sống bên nhau như vợ chồng vào những ngày tháng cuối cùng của Souji.
- Saito Hajime: Trong lần đầu gặp mặt, Sei đã nhầm lẫn Saitou với anh trai Yuuma của mình bởi hai người quá giống nhau, nhất là giọng nói. Cũng chính vì vậy mà đối với Sei, Saitou như một người anh trai tinh thần không thể thiếu. Hầu như mỗi khi có chuyện không vui, Saitou đều là người an ủi, động viên cô nhiều nhất. Sei thường hay nhắm mắt lại và yêu cầu Saitou gọi mình là "Seizaburou" vì như thế cô có thể nghe như chính anh Yuuma đang gọi mình. Tất nhiên đối với Saitou lại là một "cực hình" vì anh khó mà kìm lòng trước sự đáng yêu của Sei. Saitou cũng từng nhận định rằng anh chưa hề dao động trước một cô gái (vì không biết Sei là con gái nhưng về sau thì biết). Anh yêu Sei và cho đó là tình yêu "tâm linh thuần khiết". Ở chương 110, Saitou biết được bí mật của Kamiya nhưng anh vẫn không từ bỏ mà còn có ý định nói ra hết mọi chuyện, sau đó sẽ xin cưới cô. Nhưng khi Saitou nhận ra được tình yêu mà cô dành cho Souji quá đỗi lớn lao, anh đã quyết định rút lui để cô được hạnh phúc.
- Hijikata Toshizo: Trong nhóm Shinsen, có lẽ Hijikata là người duy nhất Kamiya không thể hiểu rõ và trở nên thân thiết được. Hijikata thường hay xem Kamiya là "con nít". Điều đó làm cô rất bực bội và luôn trả đũa bằng cách gọi gọi Hijikata là "phó cục trưởng ma quỷ" (Oni-fukuchou). Hijikata mới đầu hiểu lầm tình cảm của Souji và Kamiya là kiểu tình cảm "đồng tính" nên đã chuyển Kamiya sang đội 3. Chính chuyện này lại là dịp để Okita thừa nhận tình cảm của mình dành cho Kamiya. Có lẽ Kamiya cũng nên cảm ơn "phó cục trưởng mà quỷ". Cuối cùng sóng gió kết thúc, Kamiya về lại đội một. Tuy không hạp nhau nhưng Hijikata vẫn đánh gái cao tư chất của Kamiya, nhận xét cô là một chiến binh thông minh, có ích cho nhóm Shinsen.
- Kondou Isami: Kamiya quý mến cục trưởng bởi sự hiền hòa, thân thiện khác hẳn với sự lạnh lùng của Hijikata. Tuy nhiên lúc đầu, Kamiya có ý ghen tị vì tình cảm lớn lao mà Okita dành cho Kondou. Sau này, nhờ tính cách hào hiệp, nhiệt tình của Kondou, Kamiya cũng bắt đầu yêu kính ông và nguyện hi sinh vì Cục trưởng đến cùng.
- Yamanami Keisuke: Yamanami là người thứ ba biết được thân phận thật sự của Kamiya. Tuy vậy, Yamanami đã không tố cáo mà còn bảo bọc và che chở cho Kamiya rất nhiều lần. Việc yêu cầu chuyển Kamiya làm thị đồng một phần cũng vì muốn giảm tối đa mức độ nguy hiểm cho Kamiya. Yamanami rất hay động viên tinh thần Kamiya, kể cho Kamiya nhiều chuyện về Okita. Bản thân Kamiya cũng rất yêu quý Yamanami và rất mong cho Yamanami  cùng Meiko hạnh phúc bên nhau.
- Meiko Akesato: Từng là người yêu của Yuuma - anh trai Sei. Ngày trước do hiểu lầm, Sei giận vì anh Yuuma lén hẹn hò với Meiko và chính Meiko cũng ghen tị với tiểu thư Sei vì lúc nào Yuuma cũng hay nhắc đến Sei. Về sau, Meiko cũng biết được bí mật của Sei. Meiko là người chị tinh thần thứ hai, luôn tìm cách giúp đỡ cho Sei và mong muốn Sei hạnh phúc.